# Göteryds socken
Göteryds socken i Småland ingick i Sunnerbo härad i Finnveden, ingår sedan 1971 i Älmhults kommun och motsvarar från 2016 Göteryds distrikt i Kronobergs län.
Socknens areal är 162,40 kvadratkilometer, varav land 153,59. År 2000 fanns här 1 194 invånare. Tätorten Delary samt kyrkbyn Göteryd med sockenkyrkan Göteryds kyrka ligger i socknen. 

## Administrativ historik
Göteryds socken har medeltida ursprung. 
Vid kommunreformen 1862 övergick socknens ansvar för de kyrkliga frågorna till Göteryds församling och för de borgerliga frågorna till Göteryds landskommun. Landskommunen utvidgades 1952 innan den 1971 uppgick i Älmhults kommun.
1 januari 2016 inrättades distriktet Göteryd, med samma omfattning som församlingen hade 1999/2000.  
Socknen har tillhört samma fögderier och domsagor som Sunnerbo härad. De indelta soldaterna tillhörde Kronobergs regemente, Södra Sunnerbos kompani och Smålands grenadjärkår, Sunnerbo kompani.

## Geografi
Göteryds socken ligger kring Helge å och söder om Römningen och Hangasjön. Socknen består mest av skogsmark, mossar och små sjöar.

## Fornminnen
Uppemot 100 hällkistor från stenåldern och några gravrösen från bronsåldern och någon järnåldersgravplats finns här. En kulle med stenmur omkring, Vikingaborgen återfinns vid Liavången där det också finns en offerkälla.

## Namnet
Namnet (1350 Götarydh), taget från kyrkbyn, har ett förled som troligen mansnamnet Göte och efterledet ryd, röjning.

### Fotnoter
1. 1 2 3  Svensk Uppslagsbok andra upplagan 1947–1955: Göteryd socken
2. 1 2  Harlén, Hans; Harlén Eivy (2003). Sverige från A till Ö: geografisk-historisk uppslagsbok. Stockholm: Kommentus. Libris 9337075. ISBN 91-7345-139-8
3. ↑  Administrativ historik för Göteryd socken (Klicka på församlingsposten). Källa: Nationella arkivdatabasen, Riksarkivet.
4. 1 2  Sjögren, Otto (1931). Sverige geografisk beskrivning del 2 Östergötlands, Jönköpings, Kronobergs, Kalmar och Gotlands län. Stockholm: Wahlström & Widstrand. Libris 9939
5. 1 2 3  Nationalencyklopedin
6. ↑  Fornlämningar, Statens historiska museum: Göteryds socken
7. ↑  Fornminnesregistret, Riksantikvarieämbetet: Göteryds socken Fornminnen i socknen erhålls på kartan genom att skriva in sockennamn (utan "socken") i "Ange geografiskt område"